# Jack Bauer

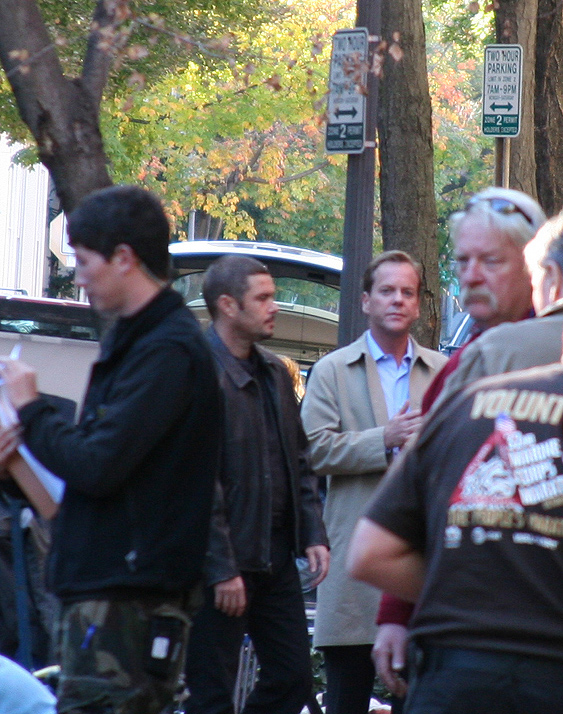
Jack és Tony Almeida a 7. nap forgatásán (Kiefer Sutherland és Carlos Bernard)

Jack Bauer a 24 című televíziós sorozat főhőse.
Képzett harcos, aki számos kormányerőnek dolgozott az évek során, például a Delta Force-nál, a Los Angeles-i rendőrség SWAT osztagánál, s legvégül egy fikcionális szervezetnél, a CTU-nál (Counter Terrorist Unit - Terrorelhárítás). Ő e kormányszervezet egyik kulcsembere, a sorozat során többször segít megakadályozni az Amerikai Egyesült Államok ellen irányuló terrortámadásokat, megmentve ezzel mind a civilek, mind a kormány vezetőinek életét. Szövetségi ügynökként sok ellensége van, emiatt a terroristák sokszor veszik őt és szeretteit célba. Jack Bauert Kiefer Sutherland játssza a sorozatban és a videójátékban. 2006-ban a FOX bejelentette, hogy további 3 szezonra szerződtették Jack Bauer szerepére. 2010-ben döntöttek a sorozat befejezéséről, így a nyolcadik évad az utolsó . 2014. május 5-én A FOX elkezdte sugározni a 24: Élj egy új napért! (Eredeti címén: 24: Live Another Day) című limitált sorozatot, ami 12 részben mutatja be 24 óra történéseit.

## Szereplések
A 24 fő karaktereként Jack játssza a meghatározó szerepet a videójátékban és a könyvekben, s szerepel a sorozat összes epizódjában. Az összes szezonban rajta kívül senki nem szerepel, csak Glenn Morshower az 1–7. szezonban, aki Aaron Pierce titkosszolgálati ügynököt alakítja.
|  | Alább a cselekmény részletei következnek! |

### A sorozat
Jack Bauer Kaliforniában született, 1966. február 18-án, Phillip Bauer fiaként. A középiskola után felvették az UCLA-ra, ahol angol irodalomból diplomázott. Nem sokkal később kriminológiából és jogból is megszerezte a diplomát a UC Berkeley-n. Miután tanulmányait elvégezte, csatlakozott a hadsereghez, hogy képességeit katonaként hasznosíthassa. Jó eredményei miatt meghívást kapott az Egyesült Államok hadseregének elit kommandójához, a Delta Force-hoz, majd helyet ajánlottak neki egy titkos osztagnál, a „Korallkígyók”-nál. Miután leszerelt, az LAPD (Los Angeles Police Department - Los Angeles-i Rendőrkapitányság) SWAT osztagának tagjaként szolgált évekig. Egyesek szerint a CIA ügynökeként is dolgozott, mielőtt a Terrorelhárításhoz került volna. CTU-nál eltöltött évek során a Proteus Hadművelet irányítója volt, s ügyosztályvezető a Los Angeles Hotel elleni támadás idején. Később lebuktatott három CTU ügynököt, miután bizonyítékot talált arra, hogy kenőpénzeket fogadnak el (emiatt sokáig lelkiismeretfurdalása is volt). Jack elvesztette támogatói bázisát a CTU hierarchiában, és besúgónak könyvelte el mindenki.
Jack felesége Teri Bauer, egy leánygyermekük született, Kim Bauer. Miután Nina Myers megöli Terit, Jack és Kim kapcsolatában törés következik be (Kim apja munkáját hibáztatja anyja haláláért), s ez nem is változik meg 8 hónapig. Teri temetése után Jack az apjával, Phillip Bauerrel is megszakít minden kapcsolatot.

### A videójáték
A 24: The Game a Második és Harmadik évad között játszódik. Jack egy CTU csapattal várakozik egy hajó közelében, ahol CTU értesülések szerint egy terroristacsoport ricinbombát akar a víztározóba ereszteni. Miután az egyik team riadót okoz, Jack és csapata lerohanja a hajót. A hajó teljes legénységét holtan találják a csomagtérben, s Bauer egy múltbéli ellenségét találja a fedélzeten, Peter Madsent. Kettejük története nem tiszta, de az biztos, hogy Madsen belekeverte a közös ügyükbe a Jack családját, nyolc évvel korábban. Nagyon valószínű, hogy Peter Madsen Jack alatt szolgált a SWAT-ban, vagy a seregben, s megtagadta Jack parancsát. Miután a férfi elrabolta Kimet, s később Kate Warnert, Jack végül megölte, mikor szökni próbált a végső összecsapás során.

### A mozifilm
Kiefer Sutherland a jövőben egy mozifilmben is életre keltheti Jack Bauert. Többször is felröppent a hír a mozifilm forgatásáról, de több sikertelen forgatókönyv-próbálkozás után végre elkészült a - talán - végleges változat. Sutherland a 2012-es  téli TCA-turnén azt nyilatkozta, hogy április–májusban kezdik a forgatást. A történetről annyit árult el, hogy hat hónappal a záróévad után kezdődik és a sorozathoz hasonlóan egy nap eseményeit jeleníti meg, de csak két órában. Mary Lynn Rajskub (Chloé) biztos szerepelni fog a filmben, ami 2013-ban kerülhet a mozikba.

### Egyéb média
- Jack Bauert számos sorozatban említik, mint popkulturális alakot. A szintén FOX produkció, Dr. House egyik részében a főszereplő Dr. Gregory House egy vészhelyzetre reagálva jegyzi meg szarkasztikusan: „Huh, hármas szint? Szólnunk kéne Jack Bauernek, nem?”
- A South Park 11. évadának 4. epizódja, A merénylet teljes egészében a 24 paródiájára épül, annak formai és tartalmi elemeit egyaránt felhasználják.
- A Simpson család egyik epizódjában is felidézik a 24-et és szerepeltetik Bauert, a rajzfilmfigura hangja maga Kiefer Sutherland volt .